# Aeroporto di Karlsruhe-Baden-Baden
L'aeroporto di Karlsruhe/Baden-Baden o anche Baden Airpark è un aeroporto situato nel sud-ovest della Germania, nella regione Baden-Württemberg al confine con la Francia. L'aeroporto infatti dista soli 57 km da Strasburgo, capoluogo della regione francese dell'Alsazia, e 70 km dall'aeroporto di Strasburgo-Entzheim.

## Storia
La costruzione del Baden Airpark come aeroporto militare iniziò nel 1951 sotto la supervisione della Forza Aerea Francese; piste e strutture vengono completate nel giugno del 1952.
I lavori per il nuovo aeroporto civile di Karlsruhe/Baden-Baden iniziarono nel 1995 e il primo volo commerciale venne inaugurato nel 1997: aveva come destinazione l'aeroporto di Palma di Maiorca, in Spagna.